# KkStB 90
Die kkStB 90 war eine Schlepptender-Lokomotivereihe der kkStB, deren Lokomotiven ursprünglich von den Mährischen Grenzbahn (MGB) stammten.
Sie trugen dort außer den Betriebsnummern 1–2 auch die Namen SCHÖNBERG und ZÖPTAU.
Von diesen dreifach gekuppelten Lokomotiven wurde 1871 von Sigl je eine am Standort Wien und Wiener Neustadt geliefert.
Sie hatten Außenrahmen und Innensteuerung.
Bei der kkStB wurden sie nach der Verstaatlichung der MGB 1895 als 90.01–02 bezeichnet. 1896 und 1898 erhielten sie neue Kessel, deren Dimensionen die Tabelle zeigt.
Nach dem Ersten Weltkrieg kamen sie zur ČSD, die sie aber ausmusterte, ohne ihnen eine eigene Bezeichnung zu geben.